# BBC Perzisch

Logo

BBC Perzisch (Perzisch: بی‌بی‌سی فارسی, Engels: BBC Persian) is de Perzischtalige internetsite en televisie- en radiozender van de British Broadcasting Corporation (BBC). Het laat politieke, sociaalrelevant en sportrelevant nieuws van de wereld zien en horen. De nadruk ligt op Iran, Afghanistan en Tadzjikistan. De hoofdkantoren van BBC Perzisch zijn te vinden in de Britse hoofdstad Londen. Momenteel is Sadeq Saba de directeur.
De internetsite van BBC Perzisch werd gelanceerd in mei 2001. In 2008 begon de eerste uitzending van BBC Perzische Televisie. De televisiezender is in Iran gratis te zien via de satellietschotel.
Dit onderdeel van de Britse omroep kost de overheid jaarlijks 15 miljoen pond. Bij de BBC Perzisch zijn ongeveer honderdveertig mensen werkzaam.